# Армавирская операция (8—19 сентября 1918)
Армавирская операция (8—19 сентября 1918) — боевые действия Добровольческой армии с целью овладения Армавиром в ходе Второго Кубанского похода.

## Ход операции

### Наступление Дроздовского
После того, как 2-я дивизия генерала А. А. Боровского вышла к верхней Кубани, Деникин приказал командующему 3-й дивизией М. Г. Дроздовскому перейти Кубань и овладеть Армавиром.
8 сентября 3-я дивизия переправилась частью сил через Кубань у Тифлисской и двинулась на восток, заходя во фланг Противокавказской группе красных. В течение четырех дней Дроздовский вел упорные бои и к 13-му овладел станцией Гулькевичи одновременным ударом с запада и через железнодорожный мост. Переправив всю дивизию на левый берег, он повел наступление на Армавир вдоль железной дороги, направив колонну генерала И. И. Чекотовского (Самурский пехотный и 2-й конный полки с батареей) против Михайловской для содействия 1-й конной дивизии. Вначале обе колонны имели успех. Но 14 сентября к большевикам подошли значительные подкрепления, и они перешли в контрнаступление, угрожая обоим флангам дивизии Дроздовского. После упорного боя ему пришлось отойти к станции Гулькевичи, куда 15-го вышли окруженные со всех сторон и пробившиеся штыками самурцы.

### Действия Врангеля
Генерал барон П. Н. Врангель был 10 сентября назначен временным командиром 1-й конной дивизии. 12 сентября он прибыл в станицу Темиргоевскую, где стоял штаб дивизии. Дивизия в это время вела наступление на станицу Петропавловскую, откуда части добровольцев были выбиты накануне. Задачей Врангеля было разгромить или хотя бы сковать боем Михайловскую группу красных (бывшую группу Сорокина), чтобы та не могла оказать помощи Армавирской группе.

По данным штаба дивизии силы находившегося против нас противника исчислялись в 12—15 тысяч человек, главным образом пехоты, при 20—30 орудиях. Конницы было лишь несколько сотен. Противник был богато снабжен огнеприпасами и техническими средствами. При красных войсках имелось несколько бронеавтомобилей, достаточные средства связи... Дрались красные упорно, но общее управление было из рук вон плохо.— Врангель П. Н. Записки
В ночь 13/14 сентября Петропавловская была взята. Красные отошли на 10 верст южнее, к станице Михайловской, возле которой и окопались.

Занятая красными позиция с левого фланга прикрывалась многоводным руслом реки Лабы, на левом берегу которой противником удерживался небольшой плацдарм, обеспечивающий мостовую переправу близ аула Кош-Хабль. К северу от станицы Михайловской позиция проходила по ряду холмов, прикрытая частью с фронта заросшей камышом и болотистой балкой "Голубой", вдоль которой она тянулась на восток верст на 10—12 параллельно Армавир-Туапсинской железной дороге.— Врангель П. Н. Записки
На этой позиции красные оказывали упорное сопротивление, используя своё численное превосходство и отсутствие у добровольцев патронов. Из-за этого Врангелю в течение трех недель не удавалось выбить их из Михайловской, несмотря на частые атаки.

### Взятие Невинномысской
Еще ранее для содействия Армавирской операции Деникин приказал Боровскому ударить в тыл Армавирской группе большевиков, захватить Невинномысскую, перерезав тем самым единственную железнодорожную линию сообщений армии Сорокина. Последний, в свою очередь, приказал командующему Северо-Восточным фронтом Гайчинцу захватить Ставрополь. Красные собирались, удерживая фронт по берегу Кубани от Армавира до Барсуковской, главными силами «нанести грозный удар» в направлении Ставрополя на участке Барсуковская — Темнолесская, с охватом с востока конницей.
Однако 15 сентября — в день, когда Гайчинец должен был перейти в наступление — 2-я дивизия Боровского обрушилась на Невинномысскую и после упорного боя овладела ею. В этот момент в Невинномысской находилось шесть большевистских штабов, в том числе и штаб Сорокина, который бежал верхом за Кубань. Разбитые красные части в беспорядке бросились бежать к Армавиру. В тот же день партизанская бригада А. Г. Шкуро, выйдя южнее, овладела станцией Барсуки, разрушив там путь.
Взятие Невинномысской означало, что красные, зажатые между Лабой и Кубанью, лишались возможности отступления через Невинномысскую и Ставрополь на Царицын. Занятие Невинномысской привело к тому, что весь правый берег Кубани от этой станицы до Армавира оказался в руках добровольцев. Пала большевистская позиция на горе Недреманной, были заняты станицы Темнолесская, Убеженская и Прочноокопская.

### Взятие Армавира
Взятие Невинномысской сразу же улучшило положение Дроздовского. 16 сентября он отбил атаки противника, и на следующий день вновь перешел в наступление, подойдя на рассвете 19-го к Армавиру. Бой за город длился несколько часов и окончился поражением Армавирской группы красных. 4-й пластунский батальон овладел Туапсинским вокзалом, 2-й Офицерский полк — Владикавказским, а с правого берега, из только что взятой Прочноокопской в город ворвались роты корниловцев. Несколько эшелонов подкреплений спешили к большевикам с запада по Туапсинской железной дороге, но заслон Самурского полка захватил один поезд целиком, другие встретил жестоким огнём, и эшелоны, бросив поезда, бежали на юг.

Паника распространилась по всему полю. 2-й конный полк до вечера преследовал и рубил бегущих долиной Урупа; два бронепоезда прошли до следующей станции Коноково (22 версты) и там громили огнём орудий и пулеметов собравшиеся толпы отступавших большевиков…— Деникин А. И. Очерки русской смуты. Мн., 2002. с. 372

### Бои за Невинномысскую
Между тем Боровский, опасаясь за свой правый фланг, оставил в Невинномысской пластунскую бригаду, а главные силы перевел в хутор Темнолесский. Воспользовавшись этим, Сорокин сосредоточил против Невинномысской значительные силы конницы, под командованием Д. П. Жлобы. Переправившись через Кубань севернее Невинномысской, красные в ночь на 17 сентября рассеяли пластунов и овладели станицей, восстановив своё сообщение с Владикавказом и Минводами.
18 сентября Деникин был в войсках Боровского в Ново-Екатериновке. Учитывая важное значение перерыва Владикавказской железной дороги, он приказал 2-й дивизии вновь атаковать Невинномысскую.
Боровский, перегруппировавшись и подтянув резервы, 20 сентября атакой Корниловского полка овладел станцией Барсуки, а 21-го атаковал Невинномысскую с трех сторон и занял её, отбросив большевиков к западу, за Рождественскую. После этого начались ожесточенные бои, так как красные не оставили своих попыток отбить станицу, и в течение недели вели отчаянные атаки превосходящими силами, но всякий раз терпели неудачи.

### Общее положение на фронте к 23 сентября
По словам Деникина, 23 сентября главная масса Северо-Кавказской Красной армии находилась в положении почти стратегического окружения: на севере у Петропавловской стояла дивизия Врангеля, имевшая задачей опрокинуть Михайловскую группу большевиков и наступать на Урупскую; у Армавира ей закрывал путь Дроздовский; на западе Покровский, взявший 20 сентября Майкоп, теснил большевиков к Лабе, продвигаясь к Невинномысской; на востоке стояла дивизия Боровского; на юго-востоке — партизанские отряды Шкуро у Баталпашинска и Беломечётской, которую он взял 17 сентября.

По всему обширному району, зажатому между горами и Кубанью, по всем путям шли бесконечные большевистские обозы, направляясь на юго восток… Из перехваченного приказа Сорокина от 9 сентября явствовало, что армия его потеряла надежду на возвращение Кубани и стремится пробиться к Минеральным Водам…— Деникин А. И. Очерки русской смуты. Мн., 2002. с. 374

## Итоги
Потеря Армавира и Невинномысской убедила Сорокина в невозможности удержаться на юге Кубанской области и на Ставрополье. Он уже собирался отступать на восток, когда внезапное появление Таманской группы Матвеева изменило ситуацию в пользу красных и позволило им перейти в контрнаступление.